# Relaciones Costa Rica-Ecuador
Las relaciones Costa Rica-Ecuador se refieren a las relaciones internacionales que existen entre Costa Rica y Ecuador. 
Históricamente, ambos países formaban parte del Imperio español hasta principios del siglo XIX. Ambos países tienen fronteras marítimas entre Cocos (Costa Rica) e Islas Galápagos (Ecuador). Históricamente las relaciones han sido frías e incluso Costa Rica reclama el archipiélago norte de las Islas Galápagos y Ecuador reclama la Isla del Coco como parte de su territorio. Hoy en día, ambos países son miembros de pleno derecho del Grupo de Río, de la Unión Latina, de la Asociación de Academias de la Lengua Española, de la Organización de Estados Americanos, Organización de Estados Iberoamericanos, de la Comunidad de Estados Latinoamericanos y del Caribe, del Grupo de Cairns, y del Grupo de los 77.

## Historia
Costa Rica y Ecuador iniciaron sus relaciones oficiales mediante el intercambio de notas autógrafas entre los respectivos gobernantes, a partir de 1852. El primer agente consular del Ecuador en Costa Rica fue Crisanto Medina, a quien se reconoció como Cónsul de ese país el 21 de mayo de 1858. Después de Nicaragua, Ecuador es el país con más disputas y diferencias con Costa Rica; y después de Perú, Costa Rica es el país menos simpatizante para los ecuatorianos. El primer agente consular de Costa Rica en el Ecuador fue José Monroy, nombrado como cónsul en Guayaquil en 1885. El primer agente diplomático ecuatoriano acreditado en Costa Rica fue el ministro Residente Nicanor Rendón Trava, reconocido como tal el 26 de octubre de 1885, y el primer acuerdo bilateral, el tratado Aragón-Caamaño, fue suscrito el 19 de abril de 1890. El primer agente diplomático de Costa Rica en el Ecuador fue Humberto Nigro Borbón, nombrado como Encargado de Negocios en Quito el 8 de septiembre de 1953.

## Relaciones diplomáticas
- Costa Rica tiene una embajada y una oficina consular en Quito[2]
- Ecuador tiene una embajada en San José.[3]